# الأغاني الحورية
الأغاني الحورية (أقدم أغنية في التاريخ)هي مجموعةٌ موسيقيةٌ تعود لأكثر من 3,500 عام نُقشت بالكتابة المسمارية على ألواحٍ طينيةٍ أثرية يعود عمرها إلى أكثر من 1,400 عام عُثر عليها في أوغاريت (رأس شمرا) العمورية الكنعانية  في مدينة اللاذقية شماليّ سُوريا. واحتوى أحد الألواح الصلصالية المُكتشفة على كَاملِ كَلماتِ تَرنيمةِ الحُوريّةِ التي تّمَجِّدُ الآلهة نيغال (إلهة القمر). ما جعلَ منها أقدم عملٍ موسيقيٍّ متكاملٍ تم تلحينُه في العالم. في حين يُعتبرُ هذا العملُ الموسيقيُّ من الأعمال الغَفْلَةِ إلا أنّ بقيّة الأعمالِ لم تَكن كذلك، بِسَبَبِ العثور على أسماءِ مُؤَلِّفيْها. ونيغال هذه حزينةٌ بسببِ عُقمها وعَدم إنجابها للأطفال، بالرّغم من أنّ زوجَها هو الإله الذي يمنح الذرية للأزواج، بحسب الرّواية المتوارثة.
وتقول رواية أخرى لريتشارد دامبريل، أستاذ الآثار الموسيقية بجامعة بابل بالعراق أن هذا اللّوح عن فتاة شابة لا تُنجب، وتظنّ أن عدم إنجابها كان جرّاء إثم ما ارتكبته دون أن يأتي اللوح على ذكره. وما نفهمه من النص، وهو القدر المحدود، تذهب الفتاة ليلا لتبتهل للإلهة نيغال، إلهة القمر، حاملة قدرا من بذور السمسم أو زيت السمسم كي تقدمه لها. هذا كل ما نعرفه عن النص".
قدّم المَؤلف الموسيقي السُّوريَ مالك جندلي رؤيته لمؤلفات أوغاريت الأصلية موزّعة للبيانو والأوركسترا في أسطوانة حملت عنوان "أصداء من أوغاريت" قدم فيها أيضاً بَعضَ مَقطوعاتها مع الأوركسترا الفلهارمونية الروسية.

## تاريخها
رُبما لم يكن لسكّان تل رأس شمرا في اللاذقية أن يعرفوا قبل العام 1928، أن مهنتهم في الزراعة متوارثة عن أسلافٍ سبقوهم بنحو 4400 وفق ما تشير الآثار المكتشفة حتى الآن. ليس هذا فقط، بل على الأرجح فإن الأغاني والأهازيج التي تصدح بها حناجرهم أثناء أعمال الحراثة أو الحصاد، تحمل الكثير من الأنغام التي تعود إلى الحضارة التي عرفت أقدم تدوين موسيقي في العالم، أوغاريت. فبعد أن اكتشف فلاح من رأس شمرا سقف مدفن أثري أثناء حرثه لحقله، توالت البعثات الأثرية للكشف عن الحضارة المدفونة قبالة ساحل البحر المتوسط، ثم توقفت عام 1939 بسبب الحرب العالمية الثانية، وبعد استئناف الأبحاث تم الكشف عن أقدم تدوين موسيقي في العالم عام 1948.
تعتبر الأغنية الكاملة التي تمّ العثور عليها واحدة من حوالي 36 أغنية كتبت على هذا النحو بالكتابة المسمارية، وعثر على بقيّة الألواح الصلصالية هذه إثر عمليات التنقيب التي جرت فترة خمسينيات القرن الماضي في قصر أوغاريت الملكي (رأس شمرا، سوريا)، في طبقة أحفورية يعود عمرها إلى القرن الرابع عشر قبل الميلاد، حيث كانت هذه الأغنية هي الوحيدة التي لم تتأثر بِفِعْل الوقتِ وحافظت على شكلها الكامل إلى حد كبير. نشر إيمانويل لاروتشي كتابا عن مجموعة القطع التي عثر عليها لأول مرة بين عامي 1955 و 1968، حدّدَ فيه الأجزاءَ الثّلاثةَ التي فَهرسها عُلماء الآثارِ الميدانيين على أنها تعود للوحٍ صلصاليّ واحدٍ وهي: ر.ش 15.30 ور.ش 15.49 ور.ش 17.387 وفي نشرته عن الأغنيات التي تعود إلى لوح إتش.6 «الحورية» في القطع 2–17, 19–23, 25–6, 28, 30 جنبا إلى جنب مع قطع أصغر هي ر.ش. 19.164 ج م، ي، ن، س، ص، ص، ر، ث، س، ص، أأ، وج ج. حيث وجدت الأغنية كاملة في القائمة السابقة وتم أيضا نشر نصٍ منقحٍ عن الأغنية عام 1975.
احتوى اللوح إتش.6 على كلمات أغنية لنيغال، إلهة البساتين (الزراعة) عند الديانات السامية القديمة، إرشاداتٍ لمغنٍ يصاحبه عزف على آلة من تسعة أوتار، قد تكون نوعا من أنواع القيثار أو على الأرجح آلة السمسمية. كما احتوى لوحٌ واحدٌ على الأقّل على إرشاداتٍ لضبط آلة القيثار.
سبقت أغنية الحورية العديد من الأعمال الموسيقية المبكرة الأخرى، كالتراتيل الدلفية ومرثيات سيكيلوس قبل ألف عام، إلا أن ترميزها لا يزالُ مثيرًا للجدل. كما يمكن الاستماع إلى محاولة إعادة التوزيع الموسيقي التي قام بها مارسيل دوتشيسن-جيليمين على الرابط هنا، ومع العلم أن هذه المحاولة كانت واحدة من خمس محاولات لإعادة توزيعها الموسيقى حيث أسفرت كل محاولة عن نتائج مختلفة تمامًا عن الأخرى".
اللوح محفوظ في مجموعة المتحف الوطني بدمشق، سوريا.

## الرموز

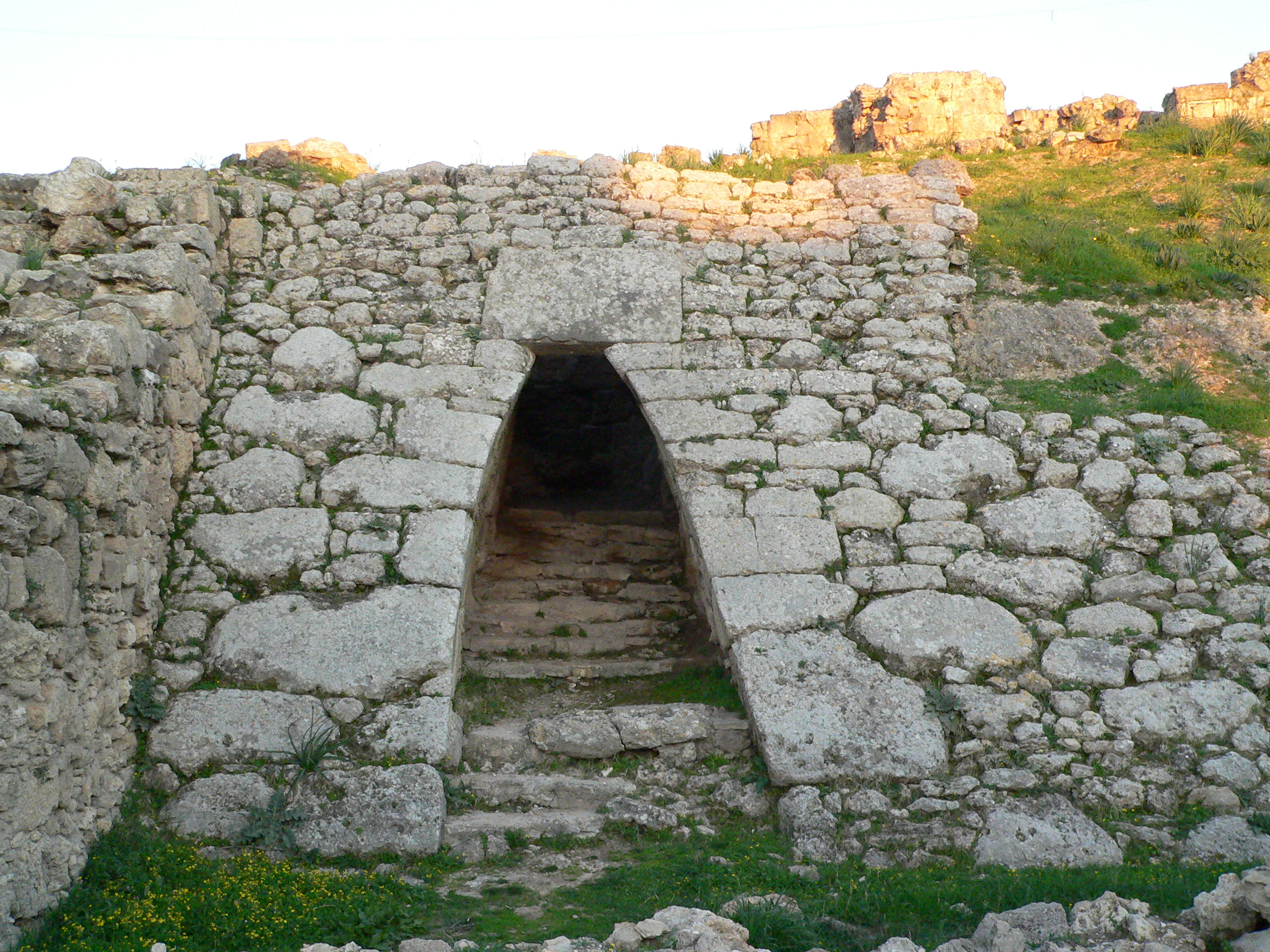
مدخل القصر الملكي في أوغاريت، حيث تم العثور على أغاني الحورية.

كان شكل هذا الرقيم بعد ضم أجزاءه إلى بعضها مستطيلا طوله سبعة إنشات ونصف وعرضه ثلاثة إنشات. وقد قام لاروش بنشر النص في النشرة الرسمية الخاصة بالبعثة التنقيبية الفرنسية -أوغاريتيكا- عام 1968. وبعد أن تم جمع أجزاء هذا الرقيم إلى بعضها غدا في حالة تسمح بفحصه ودراسته من قبل مختلف الباحثين. كان رقيما غير اعتيادي فهو يبتدئ بأربعة سطور على الوجه الأول تلتف لتحيط بالرقيم من الوجه الثاني. على الوجه الأول وتحت السطور الأربعة هنالك خطان أفقيان فاصلان تحتهما سبعة أسطر مؤلفة من رموز وإشارات لا من كلمات. وقد تبين للباحثين بعد دراسة هذا النص أن السطور الأربعة العلوية تحتوي على ترتيلة دينية قديمة باللغة الحورية. أما السطور السبعة الواقعة تحت الخطين الفاصلين فعبارة عن إشارات موسيقية من نوع ما توجه العازفين إلى طريقة أداء اللحن. أما الأداة الموسيقية المختارة فهي القيثارة. وهكذا فإن هذا الرقيم الذي أعيد تجميعه يحتوي على أول تدوين موسيقي في التاريخ، وهو أقدم من فيثاغورث الذي يعزى إليه ابتكار التدوين الموسيقي بحوالي ألف عام. ومع ذلك فإن هذه الموسيقى المدونة لم تسمع بعد.
وتصدى ثلاثة باحثين أمريكيين لحل اللغز وهم: آن.د.كليمر أمينة متحف لوي للأنثروبولوجيا وباحثة في الآشوريات، وريتشارد ل. كروكر البروفيسور في تاريخ الموسيقى، وروبرت ر.براون وهوي فيزيائي. قبل كل شيء كان على هؤلاء أن يضعوا قاعدة نظرية لفهم طبيعة العبارات والرموز الموسيقية القديمة، والتي من شأنها إتاحة المجال لتفسير المقطوعة الموسيقية الموافقة للترتيلة الحورية. وقد تم لهم ذلك من خلال دراسة بعض النصوص البابلية ذات الصلة بالموسيقى، والتي تقدم شروحات بخصوص الأشكال الموسيقية في بابل القديمة، وتصف أيضا كيفية دوزنة القيثارة أوتار القيثارة. بعد ذلك جرى تصنيع قيثارتين وفق النماذج القديمة وذلك باللجوء إلى المادة الآثارية والمادة الكتابية. وقد صنعت القيثارة الأولى وفق قيثارة سومرية عثر عليها في المقابر الملكية لمدينة أور خلال تنقيبات السير ليونارد وولي عام 1927، وصنعت القيثارة الثانية وفق قيثارة محفورة على قطعة عاجية عثر عليها في موقع مدينة مجدو بفلسطين الشمالية، وهو موقع قريب جغرافيا وحضاريا من أوغاريت. بعد ذلك تمت دوزنة الآلتين الموسيقيتين وفق المبادئ المشروحة في النصوص البابلية. مزودين بهذه العدة استطاع هؤلاء الباحثين حل رموز الشيفرة الموسيقية وجرى غناء اللحن على أنغام القيثارة فسمع العالم الأنشودة الدينية الأوغاريتية مسجلة تحت عنوان «أصوات من الصمت». وكان الاستماع إليها أشبه بالاستماع إلى أصوات مسكونة بالأشباح تأتي من الماضي البعيد.
وَيعود الفضل في القراءة الجديدة والموضوعية للرقيم السادس للباحث في علوم الآثار وأصول الموسيقا العالم السوري راوول غريغوري فيتالي(2003,1927) الإيطالي الأصل والسوري المولد في مدينة اللاذقية، صاحب الدراسات العديدة في التاريخ والموسيقا، ومن أهمها: «التناظر الشكلي للأحرف الأوغاريتية»، و «أوغاريت لا كنعانية ولا فينيقية»، و «الرقم عبر التاريخ – اختراع وتطور كتابة الأعداد»، «الكنعانيون»، وغيرها. وقد نشر دراسة قيمة سنة 1979 منشورة في عدة مجلات عالمية مختصة بعلم الموسيقا حول الرقيم الأوغاريتي المصنف تحت اسم (H – 6) الذي يضم أنشودة العبادة الأوغاريتية، ويُعد أقدم تدوين موسيقي في العالم أجمع. حيث قدم فيها قراءة جديدة للتدوين الموسيقي لا تعتمد على فكرة تعدد الأصوات، إنما على ترجمة بعض الرموز المتواجدة في الرقيم إلى أزمنة موسيقية، وعلى عدم وجود إشارات تحويل موسيقية (بيمول ودييز)، وعلى عدم وجود ثلاثة أرباع المسافات الصوتية (ربع الصوت)، ليتم عزفها من جديد على درجة مي ومن مقام الكرد الذي لا يحوي إشارات تحويل من هذه الدرجة، وبشكل مغايير للمرات الثلاث السابقة التي قُرأت وعُزفت، لتصبح المقطوعة متطابقة مع أوزان نصها الأدبي، وليس كما قدمها غيره من الموسيقيين حيث إعتمدوا على فكرة تعدد الأصوات، وكانت قراءة يغلب عليها الرأي الشخصي.

## قراءة راوول فيتالي
درس راوول فيتالي أوّلاً السلالم الموسيقية البابلية التي تم اكتشافها في أربعة رقم طينية تم العثور عليها في العراق (بلاد ما بين الرافدين)، ومن خلال تحليل معاني الدرجات الموسيقية (الأوتار) استنتج أن ترتيبها هو معاكس لما كان مسلّم به قبلاً، واستطاع بناءً على هذا الاستنتاج أن يحدد جميع أبعاد السلالم الموسيقية البابلية في بلاد ما بين الرافدين بدقة عالية، وهو أوّل من استطاع أن يصل لهذا التحديد الدقيق، ولقيت النتائج التي توصّل لها في هذا المجال قبولاً واسعاً من العلماء المختصين بالموضوع، والدراسات اللاحقة أكدت استنتاجاته واعترفت له بسبق هذا الاستنتاج. التدوين الموسيقي الموجود على الرقيم H-6 كما قلنا مؤلف من تتالي بعد موسيقي – عدد، حيث البعد الموسيقي معروف تحديداً بين أي درجتين هو، مثلاً “قبليت” هو البعد ما بين الدرجتين لا ورِه الأعلى منها (بعد مقابلة أسماء درجات السلالم البابلية بما هو قريب منها في السلم الموسيقي الغربي المعاصر).
| السطر | نص التدوين    | نص التدوين | نص التدوين | نص التدوين | نص التدوين           | نص التدوين           |
| ----- | ------------- | ---------- | ---------- | ---------- | -------------------- | -------------------- |
| 1     | قبليت 3       | ريبوت 1    | قبليت 3    | شير 1      | إشارة 10 “أشتما آري” | إشارة 10 “أشتما آري” |
| 2     | تيتور إشارة 2 | زيرد 1     | شير 2      | شلشات 2    | ريبوت 2              | ريبوت 2              |
| 3     | أمبوب 1       | شلشات 2    | ريبوت 1    | نيد قبلي 1 | تيتور قبليت 1        | تيتور إشارة 4        |
| 4     | زيرد 1        | شير 2      | شلشات 4    | ريبوت 1    | نيد قبلي 1           | شير 1                |
| 5     | شلشات 4       | شير 1      | شلشات 2    | شير 1      | شلشات 2              | ريبوت 2              |
| 6     | كتم 2         | قبليت 3    | كتم 1      | قبليت 4    | كتم 1                | قبليت 2              |

| البعد       | بين الدرجتين في السلم المعاصر |
| ----------- | ----------------------------- |
| قبليت       | لا – ره صاعد                  |
| ريبوت       | ره – فا نازل                  |
| شير         | فا – لا صاعد                  |
| إشارة       | ره – صول نازل                 |
| تيتور إشارة | دو – لا نازل                  |
| زيرد        | سي – صول نازل                 |
| شلشات       | مي – صول نازل                 |
| أمبوب       | دو – فا نازل                  |
| نيد قبلي    | سي – مي صاعد                  |
| تيتور قبليت | ره – سي نازل                  |
| كتم         | صول – دو صاعد                 |

بعض المحاولات لقراءة التدوين الموسيقي افترضت أن وجود البعد «لا – ره» يليه العدد 3 مثلاً يعني عزف الدرجتين «لا» و «ره» معاً ثلاث مرات متتالية، أي تعدُّد أصوات (هارمونية)، بينما غيرها افترض أن البعد «لا – ره» يعني عزف الدرجات «لا – سي – دو – ره» بالتتالي لكن بقي تفسير العدد المكتوب بعد البعد الموسيقي صعباً. بعد أن درس راؤول فيتالي المحاولات السابقة لقراءة التدوين الموسيقي واعتمد على اكتشافاته بخصوص السلالم الموسيقية البابلية، قدّم قراءته الخاصة الكاملة للتدوين الموسيقي وبناها على الأسس التالية:
- رفض فكرة تعدد الأصوات التي تقول بأن البعد لا – ره مثلاً يعني عزف الدرجتين لا وره معاً، قِدَم التدوين الموسيقي هو أحد الأسباب ولكن يوجد سبب آخر ذَكَرَه وهو أن بعض تلك الأبعاد بالنتيجة ستكون متنافرة غير صافية مما يعني أن عزف الدرجتين معاً لن يعطي نتيجة محبذة حسب ما هو معروف في علم الهارموني، وبالتالي قَبِل بالفكرة الأخرى التي تقول أي أن البعد لا – ره مثلاً يعني غناء أو عزف الدرجات لا – سي – دو – ره بالتتالي.
- قارَن الأعداد الواردة في سطور التدوين الموسيقي مع عدد المقاطع الصوتية في سطور نص النشيد وهي محدّدة مسبقاً من قبل علماء آخرين، فلاحظ أن عدد المقاطع الصوتية في كل سطر من نص النشيد المكتوب يساوي ثلاثة أضعاف مجموع الأعداد الواردة في سطر مقابِل من التدوين الموسيقي، فاعتبر إذاً أن الأعداد الواردة في التدوين الموسيقي لها دلالة إيقاعية، فإذا كان كل مقطع صوتي يأخذ زمن واحد فهذا يعني أن الأعداد الواردة في التدوين الموسيقي كل منها يدل على عدد مازورات ثلاثية الزمن، أي عدد ضربات آلة الإيقاع القوية عندما يكون الإيقاع ثلاثياً.
- في نهاية السطر الأول من التدوين بَعدَ آخِر بُعدٍ وعدد، ترد كلمتان “أشتما آري” وتم ترجمتهما بمعنى “لا تُسمع – أعطِ” ففهمها راوول فيتالي بمعنى “لا تُسمِع النص – أعطِ” أي أن نصف آخر متتالية (وما سبقها) هو عزف بدون غناء بينما يبدأ الغناء من بداية نصفها الثاني، وهذا معناه أن السطر الأول من التدوين الموسيقي حتى منتصف المتتالية الأخيرة منه هو مقدمة موسيقية بدون غناء، أيضاً بما أنّ عدد سطور التدوين الموسيقي ستة بينما عدد سطور النشيد هي أربعة فهذا يعني أيضاً أن السطر الأخير من التدوين الموسيقي هو أيضاً عزف بدون غناء أي خاتمة موسيقية.
- تكرار المقاطع الصوتية السبعة في آخر كل سطر من سطور النشيد في بداية السطر الذي يليه هو طريقة حتى ينتقل القارئ (المغنّي) من نهاية السطر على ظهر الرقيم إلى بداية السطر التالي على وجه الرقيم بدون أن ينسى آخر كلمات لئلا يحدث انقطاع زمني خلال عملية قلب الرقيم، وهذه الطريقة متّبعة حتى اليوم في المصاحف وفي قراءة الكتب الدينية حيث تعاد كتابة آخر كلمة من الصفحة في بداية الصفحة التي تليها، مع العلم أن حذف عدد المقاطع المعادة وايضاً إضافة زمن نصف المتتالية الأخيرة في سطر التدوين الموسيقي الأول إلى زمن سطر النشيد الأول ينطبق تماماً على معادلة ثلاثة أضعاف زمن التدوين نسبة لعدد مقاطع سطر النشيد المقابل.

| التدوين الموسيقي | مقاطع النشيد الحوري                       | نسبة مجموع الأعداد إلى عدد مقاطع النشيد | نسبة مجموع الأعداد إلى عدد مقاطع النشيد    | نسبة مجموع الأعداد إلى عدد مقاطع النشيد |
| السطر            | مجموع الأعداد                             | السطر                                   | عدد المقاطع الصوتية (بدون المقاطع المكررة) | نسبة مجموع الأعداد إلى عدد مقاطع النشيد |
| 1                | 13 (مع حذف 5 من آخر عدد)                  | –                                       | –                                          | –                                       |
| 2                | 14 (مع إضافة 5 من آخر عدد في السطر الأول) | 1                                       | 42                                         | 1\3                                     |
| 3                | 10                                        | 2                                       | 30                                         | 1\3                                     |
| 4                | 10                                        | 3                                       | 30                                         | 1\3                                     |
| 5                | 12                                        | 4                                       | 36                                         | 1\3                                     |
| 6                | 13                                        | –                                       | –                                          | –                                       |

- المقدمة والخاتمة الموسيقيتان لا يوجد ما يمكن أن يدل على الإيقاع الذي يفترض أن تسيرا عليه، لكن راوول فيتالي من دراسة المتتاليات في الخاتمة الموسيقية لاحظ أن كل منها يتألف من أربع درجات وهذا يتوافق أكثر مع إيقاع ثنائي لذلك اعتبر أن إيقاع الخاتمة الموسيقية هو ثنائي، وأيضاً باعتبار أن في المقدمة الموسيقية جمل موسيقية تشابه جمل موسيقية في الخاتمة اعتبر أن إيقاع المقدمة الموسيقية هو أيضاً إيقاع ثنائي، بينما إيقاع المقطع المغنّى هو إيقاع ثلاثي.
- أصبحت إذاً درجات المتتالية الموسيقية والزمن الذي يجب أن يستغرقه أداء كل متتالية معروفة، ولكن مازال غير معروف كيف يفترض أن يتم تقسم الزمن على درجات المتتالية، فأحياناً يمكن أن يكون متساوٍ إذا كان الزمن يساوي أو من مضاعفات عدد درجات المتتالية، وأحياناً هذا غير ممكن، لذلك قام راوول فيتالي بتوزيع الزمن على النغمات المختلفة بالطريقة الأكثر مناسبة للحس الموسيقي السليم معتبراً أن هذا الموضوع كان متروكاً لحسّ العازف، واعتمد في ذلك على مساعدة صديقه الموسيقار اللاذقاني المعروف محمود عجان.
- أصبح هناك إذاً ما يكفي لتقديم قراءة كاملة للتدوين الموسيقي على الرقيم H-6 والناتج كان له وقع موسيقي جميل جداً، وهذا هو التدوين الناتج:

في الواقع هناك من لم يقبل بهذه القراءة للتدوين الموسيقي فطريقة التدوين التي افترضها راوول فيتالي غير قادرة على تدوين كل الألحان الموسيقية، وهذا صحيح ولكن ليس هناك بالمقابل ما يشير بأن الألحان في أوغاريت في ذلك العصر كانت حرّة وغير مقيدة بقواعد، وهناك أيضاً قراءات أخرى للتدوين قدمها علماء مختلفون. لكن ما هو ثابت – حتى اليوم على الأقل – أن قراءة راوول فيتالي هي القراءة الوحيدة الكاملة والمفصلة والتي تقدم تفسيراً لكل الكلمات والأعداد الواردة في الرقيم H-6 وبشكل متوافق تماماً مع نص النشيد بدون وضع افتراضات معقدة لا تستند على أساس، والنتيجة الموسيقية جيدة جداً.

## حوري أمْ أوغاريتي
إن مجموعة الرقيمات ال 36 الأوغاريتية المكتوبة باللغة الحورية فتحت أبواباً جديدة للمناقشات والأبحاث حول أصول السلم الموسيقي المستعمل في هذا الرقيم (H-6). ومن المعروف بأن الحوريين حكموا مساحات واسعة من بلاد المشرق ومنها شمال سوريا، لكن بعد قرون عديدة اختفوا من مسرح الوجود بعد أن ذابوا بغيرهم من الشعوب ومنهم الآراميين. وورث الآراميون بدورهم شيئاً من الحضارة الحورية والكثير من الأماكن والمدن الحورية فطبعوها بطابعهم وأصبحت آرامية مع الزمن.
تؤكد الرقيمات المكتشفة في أوغاريت السورية ما للحوريين من مدنية راقية وانتشاراً واسعاً للغتهم الأدبية، بحيث كتبت فيها أشعار لأغاني “موسيقا أوغاريت”، ولكن هذا لا يعني أن المقطوعة الموسيقية الأوغاريتية هي حورية المنشأ، إنما هي أوغاريتية الاختراع رغم لغتها الحورية. إن كون لغة الأنشودة في الرقيم (H-6) باللغة الحورية وكون تدوينها الموسيقي باللغة الآكادية لا يجعلها حورية أو آكادية، بل هي أوغاريتية الإنتاج والهوية والإبداع كما يصرح العلماء.
إن السلم الموسيقي المستعمل في المقطوعة الأوغاريتية هو السلم السباعي المشترك بين شعوب المنطقة كافة ولربما يكون حوري الاختراع أو التطوير، وإلا لما كتبت كل هذه الرُقم باللغة الحورية إن لم يكن السلم الموسيقي حوري المنشأ. ان أصل السلم الموسيقي السباعي لدى الآراميين واليونانيين هو من الحوريين، وقد عملوا بدورهم على تطويره بما يناسب شخصية موسيقا كل منهما. فالسلم الموسيقي الآرامي (السرياني) واليوناني جذرهما واحد، وهو السلم الموسيقي الحوري لأن المنطق وتسلسل التاريخ يقولان هكذا. وقد ورث الآراميون هذا السلم مباشرة من الحوريين لاحتكاكهم المباشر فيهم، أما اليونان فيبدو انهم أخذوه عن الكنعانيين والفينيقيين بواسطة الأوغاريتيين الذين أخذوه بدورهم من الحوريين.
إن هذا الأمر يقلب الطاولة على مفاهيم كثيرة كانت قد خدمت العلم لفترة معينة لكنها شاخت الآن ولم تعد تصمد أمام الدراسات الحديثة. أما الأفكار غير العلمية المتدالة بين الناس العاديين والتي لا تصمد أمام إثباتات البحوث العلمية واللغوية فليست جديرة بالذكر. ففي عصرنا هذا فإن العلوم تتطور والأفكار تتجدد، وصاحب الاختصاص اليوم لا يتقبل الكلام الإنشائي الذي يدغدغ فقط أحاسيس الإنسان وليس عقله، إنما يبحث عن الحقيقة العلمية، ويتابع الأبحاث العلمية الجديدة ويتبنى نتائجها أكانت لمصلحته أو ضده، لأن الحقيقة العلمية هي فوق كل اعتبار.